# 董承業
董承業（？—？），字绍休，號啓斯，山西汾州府介休縣军籍。

## 生平
万历二十八年（1600年）庚子科山西乡试举人，四十一年（1613年）癸丑科進士，初任中书舍人，泰昌元年八月考选，擢刑科给事中，天啓元年正月升刑科右给事中，疏参工部屯田司员外宋良翰。以母忧归，擗踴骨立，乡人翕然称孝。服阕，天啓三年補原职，天啓四年甲子，与翰林检讨顧錫疇典试福建，监临官是同邑喬承詔，初，五经文例不謄录，闱中得颜茂猷卷，深美其才，同官俱以违例不敢荐，二公力持之，疏入，上特可其奏。入朝陳策刺时政，魏璫嗾使人弹劾为东林门户，被降调，遂免归。杜门谢客，著《礼记集抄》行世。
崇祯继位，逆党事败，召赐陛见，五月起補兵科右給事中，九月晋秩太常寺少卿，崇祯四年致仕，旋以疾告归，卒于家。生平坦荡，平易近人，加惠梓里。初，邑粮输边，皆用本色，里中苦之，承业适奉使至雲中，言于张大中丞，得准改折，介民至今赖之。
墓在城西三里官道北。县有“会魁坊”，在東街，为萬曆癸丑科会试第五名董承业建，又有“忠諫坊”，为任兵刑两科给事中时建。又“父子容臺坊”，在北关，为太常寺少卿董让、董承业父子建。

## 家族
曾祖董文鳳。父董讓，官主簿，以子承业贵累赠中宪大夫、刑科给事中、太常寺少卿。母姚氏，赠恭人。